# خليل دمير أوغلو
خليل دمير اوغلو (بالتركية: Halil Demircioğlu)‏ (ولِد في عام 1905 في كالكان مونستر - توفي في 23 فبراير عام 1972 في أنقرة) باحث تركي، وأستاذ في تاريخ العصور القديمة ومُعلم وكاتب تاريخي ومترجم.

## حياته
ولد في مدينة مونستر ووالده هو السيد شعبان اصلان كان ضابط لدي الجيش العثماني في مونستر. كان لقبه في عام 1934 خليل إبراهيم شعبان ثم أصبح لقبه دمير اوغلو وذلك عقب القوانين. انتقلت عائلته بعد ذلك إلى إسطنبول. وأثناء مواصلته تعليمه الابتدائي في إسطنبول فقد أبيه في حرب شنقلة. ونظراً للمشاكل الصحية وصعوبة المعيشة والتي بدأت بوفاة أبيه اضطر إلى التوقف عن الإستمرار في التعليم والذي كان يتلقاه في مدرسة إسطنبول الثانويه للشباب. وفي عام 1924 عمل كموظف بريد في سكك حديد الدولة في مدينة مانيسا. ثم واصل تعليمه الثانوي عائداً لإسطنبول. عمل كمرشد سياحي من جهه ومصور صحفي في الجريدة الوطنية من جهة اَخري ليتمكن من تحسين دخله. وفي مدينة يلوا كان هو الصحفي الذي قام بالتقاط صوره لأتاتورك وفي يده الفنجان. وفي الفترة بين عام 1929 و 1930 وتحت جميع الظروف الصعبة استطاع دمير اوغلو وبتفوق أن يُنهي فترة تعليمه الثانوي في مدرسة إسطنبول الثانوية للشباب وفي نفس العام نجح في إتمام الدراسة بكلية الحقوق جامعة اسطنبول.
أثناء تواجده هناك عام 1930 نجح في اختبار الجامعة التعليمي وحصل على منحة وزارة التعليم الوطنية إلى ألمانيا وفي ديسمبر عام 1930 تم إرساله إلى ألمانيا. قام أولاً بتعلم اللغة الألمانية وحصل على درجة عالية جداً بالمدرسة الثانويه للاَداب القديمه (الإنسانيات) الموجوده في نونبرج بألمانيا وفي بداية العام الدراسي عام 1932 التحق بجامعة فريدريش فيلهلم في برلين. اختار دراسة التاريخ القديم كعلم أصلي واختار أيضاً دراسة كلاً من علم الاَثار وعلم اللغة الحيثية كفروع علميه مساعده وتلقي العلم في هذه الجامعة على أيدي أساتذة مشهورين في ذلك الوقت مثل: الاستاذ ادوارد ماير اَخر مؤرخين التاريخ القديم والاستاذ ويليام ويبر أستاذ علم الاَثار وفي نفس الوقت اتبع نهج كلاً من الدكتوراكرم اكورغال وأستاذه جيرارد رودن والت واستاذ علم اللغة الحيثية المشهور سدات الب واستاذه هانز اهلولف وبجانب هؤلاء قام بعمل أسماء كثيره مثل: فورير وهارتونج وسبرانجر وستير واونفرزاجت عملوا في نفس الجامعة. وتلقي دروس كلاً من التاريخ وفقه اللغة وعلم النُّمِّيَّات والفلسفة...الخ على أيدي رجال العلم. تعلم اللغة اللاتينية عام 1932 واليونانية القديمة عام 1933 واجتاز جميع الاختبارات التي دخلها بتفوق. وعلاوة على دراسته لتاريخ كلاً من اليونان القديمة وروما القديمه فإنه قد أتم وبنجاح جميع الصيغ اللازمة ليصبح مؤرخ تاريخي عالمي.
سعى إلى دراسة كلاً من علم الاًثار وفقه اللغة وعلم النميات والفلسفة وكان يعتبر تلك المجالات بمثابة علوم مساعده لعلم التاريخ القديم. وفي عام 1933 شارك في أعمال التنقيب المسماة بـ Zantoch an der Warthe والتي كانت في المنطقة السكنية المسماة القوط الشرقيه والتي كان يديرها في تلك الأثناء الدكتور اونفرزاجت بصحبة إكرم أكورجال الذي كان طالب دكتوراه في برلين عام 1933. وفي عام 1935 كان من ضمن الطلاب ممثلين المنحة الذين كانوا يدرسون خارج البلاد والذين تمت دعوتهم إلى تركيا عقب لقاء تم من قٍبل أتاتورك بصحبة عاطف انان وفي صيف اَخر قام برحله منظمه بصحبة الطلاب الاَخرين الذين يدرسون التاريخ في منحة الدولة لخارج البلد والتي تضمنت زيارة المدن العتيقه مثل: مقاطعة ماغنيسيا التي تقع بالقرب من اليونان، ومدينة ديديم، وميلة، ومدينة برينه، وافسوس وبرجامون، ومدينة ترويا التي تقع غرب الأناضول ثم شارك بعد ذلك أيضاً في أعمال التنقيب هاتوساس في بوغاز كوي والتي تمت تحت إشراف عالم الاَثار الألماني الأستاذ كورت بيطل.
وفي عام 1939 سافر دمير اوغلو الذي عاد إلى برلين لسياحة أوروبية بهدف تحضير رسالة دكتوراه سريعة، فقام بزيارة إيطاليا وفرنسا وإنجلترا لاكتساب الفكر وذلك من خلال لقاءه برجال علم مثل: لويس جوزيف ديلابورت وهروزني الذين كانوا مؤرخين علم التاريخ القديم المتواجدين في تلك البلاد، وفي عام 1939 قدم لجامعة برلين دكتوراه سريعة باسم الإله من الثور وهي قصه بنمط ديني، وحصل على لقب دكتور الفلسفة، وفي عام 1947 عاد دمير اوغلو إلى تركيا وعُين كأستاذ جامعي لدي كلية اللغات والجغرافيا والتاريخ بجامعة أنقره والتي تأسست عام 1936 إلا أنه تم أخذه للجيش أثناء الحرب العالمية الثانية وعمل حتى عام 1941 في التجنيد كضابط احتياط وفي عام 1941 عاد مجدداً إلى وظيفته في جامعة أنقرة كأستاذ جامعي، دمير اوغلو الذي كان استاذاً عام 1950 واستاذاً جامعياً عام 1945 أصبح أستاذ قسم تاريخ العصور القديمه لدي جامعة أنقره للغات والجغرافيا والتاريخ، وفي عام 1945 تم اختياره كمرشح إلى عضوية مؤسسة التاريخ التركيه وعلاوة على مؤسسة التاريخ التركيه فإنه قد وجهت له دعوه إلى معهد الاَثار الألماني وجمعية الاستشراق الألمانيه، وباعتباره استاذا وضيفاً قام بالتدريس في جامعة برنستون في الولايات المتحدة الأمريكية التي ذهب إليها كضيف منحة فولبرايت في الفترة بين عام (1952 و 1953) ، وبالإضافة إلى وظيفته في جامعة أنقره فإنه قد أقام مؤتمرات حول التاريخ ودروس التاريخ الثوريه في جامعة كارادنيز التقنية في طرابزون، وجامعة الشرق الأوسط التقنية، وكلية الطب البيطري بأنقره، ومعهد غازى التعليمي، ومعهد قرية حسن اوغلان، قام بالتدريس كمؤرخ ومحاضر في جامعة إسطنبول مده من الوقت، شغل منصب عميد وعضو مؤسس لإدارة كلية اللغة والتاريخ والجغرافيا بجامعة أنقره والسكرتارية العامة لمؤسسة التاريخ التركية وبجانب وظيفته في جامعة أنقره فإنه عمل أيضاً في الفترة بين عام 1958 و1959 كمدير عام السياحة والصحافة المطبوعة. وفي الفترة بين عام 1956 و 1957 مديراً لأرشيف رئاسة الوزارة ، واستمر عمله في التدريس حتى وفاته في أنقره 23 فبراير 1972 ، بذل دمير اوغلو جهوداً مضنيه وذلك لتكوين المذهب الإنساني التركي وسلط الضوء على كيفية تكوين تشكيل جدي حول ذلك العلم وعن التاريخ القديم لرجال العلم من الشباب وكان كلاً من الدكتور عمر شابر والدكتور بولنت اببليك اوغلو والدكتور احمد يونال الذين كانوا أحد العمداء في مجال التاريخ القديم من ضمن طلاب دمير اوغلو.

## أعماله
1) الإله من الثور - قصه بنمط ديني - أبحاث ألمانيه جديده. Band 241, Berlin 193
2) مفاهيم الدولة الأساسيه - مجلة العلوم السياسيه.C.XI no.129 (1941) s.363-369
3) بحث على وئائق الله التي وجدت فوق الثور الموجود حديثاً في الأناضول وأوروبا. أنقرة عام 1942 (بحث غير منشور)
4) الدولة الهيلينية - الحضارة الهلنستية - المجلد الأول - SİM C.XII no.138 (1942) s.204-210
5) الدولة الهيلينية - الحضارة الهلنستية -المجلد الثاني - SİM XII/139 (1942) s.254-262
6) تطور البنيه الاجتماعيه لقوات الأمن في اليونان القديمه SİM C.XII no.142 (1943) s.399-402
7) أزمة البنيه الاجتماعيه لقوات الأمن في اليونان القديمه SİM C.XII no.143 (1943) s.472-475
8) ثقافة العصر الحضري القديم الأناضولي AÜDTCFD C.V (1943) s.179-184 [Max Pfannenstiel, Die altsteinzeitlichen Kulturen Anotoliens'in tanıtma yazısı
9) الحكومة في العصر البدائي -المجلد الأول - SİM, C.XIII no.155 (1944) s.655-658
10) الحكومة في العصر البدائي -المجلد الأول - SİM C.XIII no.156 (1944) s.701-704
11)«الأهمية التي اُعطت لمدينة هاتاي وقت تأسيس وحدة الأناضول السياسيه» اسبوع جامعة أنقره، هاتي، أنقرة (1945)
12) سُـبل الدخول إلى الديمقراطية في هيلاس.SİM C.XV no.178 (1946) s.526-532
13) «المذهب الإنساني في تركيا» - اسبوع جامعة أنقره، أنقرة (1947) s.141-152
14) كيف وجِد أول نظام ديمقراطي SİM C.XVIII no.209 (1948) s.204-207
15) ميلاد الديمقراطية الفردية SİM C.XVIII no.210 (1948) s.251-254
16) ميلاد ديمقراطية الأحزاب ونزاع الأحزاب SİM C. XVIII no.211 (1948) s.280-284
17) مصلحو ومستبدو ميلاد الديمقراطية SIM C.XVIII no.213 (1948) s.386-389.
18) الأنثروبولوجيا والتاريخ AÜDTCFD C.VI no.1-2 (1948) 50-67
19) حرب اثينا مع البيلوبونيسوس 3 Cilt Ankara 1950 v.d. [Eski Grekçe aslından tercüme].
20) بمناسبة الذكري السنويه لموت النجي Theodor Mommsen", Belleten C.XVII no.68 (1953) s.537-555
21) تاريخ روما وحتى فرض سيرطتها على حوض البحر المتوسط. أنقرة (1953). والطبعة الجديده (2011) ISBN 9789751604569
22) تطور الأبحاث التاريخيه في تركيا وذلك من أجل أتاتورك وأهميه الإتفاق والتقارب بين الشرق والغرب. نيقوسيا (1962) s.24-27
23) فك كتابة لينر والتاريخ.AÜDTCF Tarih Araştırmaları Dergisi C.I, (1963) s.219-234
24) روما والدولة البيزنطيه وجيستنيان.Belleten C.XXVII no.106 (1963) s.153-174
25) طبعات جديده لتاريخ كامبردج القديمه. Belleten C.XXX/118 (1966) s.291-299
26) خصائص وأساس النظام حول نظام دولة روما.AÜDTCF Tarih Araştırmaları Dergisi C.V, no.8-9 (1967) s.443-459
27) تاريخنا وأتاتورك. Belleten C.XXXV no.139 (1971) s.453-455